# واو یک ناموس
واو یک ناموس (به عربی: واو الناموس) یک کوه در لیبی است.